# Roy Hargrove
Roy Hargrove (Waco, Texas, 1969. október 16. – New York, 2018. november 2.) kétszeres Grammy-díjas (1997, 2002) amerikai dzsessztrombitás.

## Pályakép
A modern jazz egyik legelismertebb alakja volt, de más műfajokban is nevet szerzett.
Texas államban született. Trombitajátékára korán felfigyelt Wynton Marsalis.
Mindössze egy évig tanult a Berklee-n, majd átiratkozott a New York-i New Schoolba, de főleg a Greenwich Village-i jazzklubokat járta. Első szólólemeze 1990-ben jelent meg Diamond In The Rough címmel, melyen sztenderdeket és saját szerzeményeket is játszott. Ezután több tucat saját lemezt adott ki.
1997-ben a „Habana” című lemezével, 2002-ben pedig a legjobb album kategóriájában nyert Grammyt.
Ha nincs meg a zenében a swinges lüktetés, akkor mi értelme az egésznek?

## Lemezek

### Zenekarvezetőként
- Public Eye: 1991
- The Vibe: 1992
- Beauty And The Beast: 1992
- Of Kindred Souls: 1993
- Parker's Mood: 1995
- Diamond In The Rough: 1989
- Extended Family: 1995
- Approaching Standards: 1993
- With The Tenors Of Our Time: 1993
- Habana: 1997
- Moment To Moment: Roy Hargrove With Strings: 2000
- Directions In Music: Live At Massey Hall 2002
- Hardgroove: 2003
- Strength: 2004
- Distractions: 2006
- Nothing Serious: 2006
- Ear Food: 2008
- Emergence: 2009

## Díjai
- Grammy-díj (1997, 2002)